# 1999年バレーボール男子アジア選手権
1999年バレーボール男子アジア選手権（1999 Asian Men's Volleyball Championship）は、1999年9月2日から9月9日にかけてイランのテヘランで開催された、アジアバレーボール連盟主催の第10回バレーボールアジア選手権男子大会。
出場国は14カ国。中国が2大会連続3回目の優勝を飾った。

## 最終結果
| 順位 | 国                   |
| ---- | -------------------- |
| 1    | 中国                 |
| 2    | オーストラリア       |
| 3    | 韓国                 |
| 4    | 日本                 |
| 5    | イラン               |
| 6    | インドネシア         |
| 7    | チャイニーズタイペイ |
| 8    | パキスタン           |
| 9    | インド               |
| 10   | バーレーン           |
| 11   | カザフスタン         |
| 12   | スリランカ           |
| 13   | カタール             |
| 14   | クウェート           |